# Indignation (filme)
Indignation é um filme de drama americano escrito, produzido e dirigido por James Schamus, fazendo sua estreia na direção de um filme, e baseado no romance de Philip Roth de mesmo nome lançado em 2008. O filme é ambientado principalmente em Ohio, no início da década de 1950, e é estrelado por Logan Lerman, Sarah Gadon, Tracy Letts, Linda Emond, Danny Burstein, Ben Rosenfield, Pico Alexander, Philip Ettinger e Noah Robbins.
O filme fez sua estreia mundial no Festival Sundance de Cinema no dia 24 de janeiro de 2016, e foi lançado para os cinemas em 29 de julho de 2016, pela Roadside Attractions e a Summit Entertainment. O desempenho da atuação de Lerman recebeu análises positivas pelos críticos concedendo-lhe uma indicação para o Seattle Film Critics Awards na categoria de Melhor Ator em um Papel Principal.

## Sinopse (spoiler)
Tendo como base o cenário da Guerra da Coreia, um estudante judeu trabalhista, Marcus (Logan Lerman), sai de Newark, New Jersey, para frequentar uma pequena faculdade em Ohio. Lá, ele experimenta um despertar sexual depois de conhecer a elegante e rica Olivia (Sarah Gadon), e confronta a reitora da faculdade (Tracy Letts) sobre o papel da religião na vida acadêmica. Olivia é uma menina simples, que, tendo passado por vários problemas amorosos em sua vida, ainda possui grandes expectativas para seu relacionamento com Marcus. Depois que Marcus é pressionado pela sua mãe para terminar o relacionamento, Olivia acaba em um hospital sob observação psiquiátrica, e, finalmente, permanece lá até sua morte. Enquanto isso, Marcus deixa a faculdade e se junta ao exército para lutar na Guerra da Coreia. Porém, ele acaba sendo esfaqueado por um soldado norte-coreano e, em seus últimos momentos, deseja com muito pesar que que Olivia saiba dos seus sentimentos contínuos por ela.

## Elenco
- Logan Lerman como Marcus Messner, um estudante judeu trabalhista de New Jersey
- Sarah Gadon como Olivia Hutton, uma estudante universitária de uma família rica
- Pico Alexander como Sonny Cottler, um estudante de uma família judia de classe alta
- Danny Burstein como Max Messner, um açogueiro de alimentos kosher e pai de Marcus
- Linda Emond como Esther Messner, a esposa de Max e mãe de Marcus
- Tracy Letts como Hawes D. Caudwell, a reitora da universidade
- Ben Rosenfield como Bertram Flusser
- Phillip Ettinger como Ron Foxman
- Noah Robbins como Marty Ziegler

## Produção
Em abril de 2015, Logan Lerman e Sarah Gadon foram anunciados e juntaram-se ao elenco do filme. James Schamus dirigiu o filme a partir do seu próprio roteiro, e também serviu como produtor, ao lado de Anthony Bregman e Rodrigo Teixeira; enquanto Stefanie Azpiazu, Avy Eschenasy e Lerman estão entre os produtores executivos do filme. Em junho de 2015, Tracy Letts, Linda Emond e Danny Burstein também se juntaram ao elenco do filme.

### Filmagens
As filmagens começaram em 15 de junho de 2015 em Nova York. Toda a produção do filme foi concluída no dia 17 de julho de 2015.

## Lançamento
O filme fez sua estreia no Festival Sundance de Cinema no dia 24 de janeiro de 2016. Pouco tempo depois, a Summit Entertainment adquiriu os direitos norte-americanos para o filme com o orçamento de US$ 2,5 milhões. Posteriormente foi revelado que a Roadside Attractions distribuiu o filme em parceira com a Summit. O longa também foi exibido na seção Panorama do 66º Festival Internacional de Cinema de Berlim. O filme chegou aos cinemas em 29 de julho de 2016.

## Recepção da crítica
Indignation foi recebido com críticas positivas. Ele detém uma classificação de "Fresh" com 82% no Rotten Tomatoes, com base em 111 análises, e uma avaliação média de 7.5 de 10. O consenso crítico no site diz: "Indignation prova que é possível montar uma fascinante adaptação de Philip Roth - e oferecer um convincente cartão de visita para a estreia do escritor e diretor James Schamus". No Metacritic, o filme detém uma pontuação de 78 de 100, baseado em 34 críticas, indicando "análises geralmente favoráveis".
Peter DuBurge da Variety fez uma crítica positiva do filme, escrevendo: "Schamus optou por tornar o vigésimo nono romance de Philip Roth o seu próprio primeiro longa-metragem, escolhendo um material emocional e incrivelmente pessoal (ficcionando a própria experiência de Roth no início da faculdade) que se adapta bem à sua estética polida e razoavelmente antiquada".
Joanne Laurier do World Socialist Web Site descreveu o filme como "um trabalho louvável em geral" que trata de "sérios problemas como guerra, religião, repressão e disfunção psicológica americana".